# Spitzkopfnatter
Die Spitzkopfnatter (Gonyosoma oxycephalum), auch Rotschwanznatter oder Grünnatter genannt, ist eine Reptilienart aus der Familie der Nattern (Colubridae).
Früher wurde die Spitzkopfnatter, ähnlich wie die Kornnatter, die Äskulapnatter oder die Leopardnatter in die Gattung Elaphe gestellt. Heute wird sie allerdings mit ihren Verwandten Gonyosoma hodgsoni, G. cantoris und G. frenatum in der Gattung Gonyosoma eingeordnet. Die Spitzkopfnatter ist ungiftig.

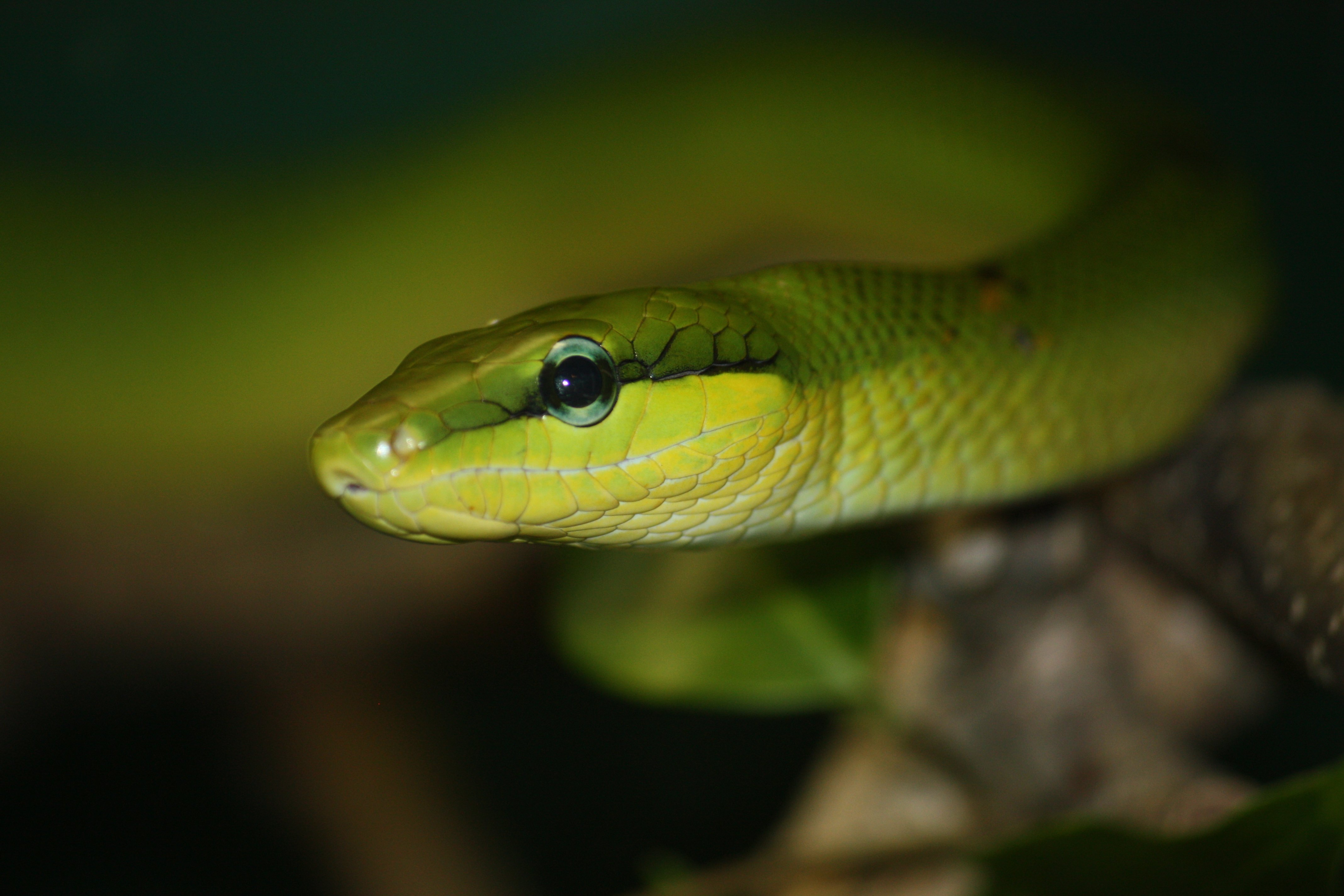
Auf diesem Bild ist das schwarze Augenband besonders gut zu sehen.

## Merkmale
Die Weibchen werden meist um 170, selten bis zu 240 cm lang, während die Männchen etwas kleiner bleiben. Die Schlange hat eine Grundfärbung, die von grüngelb bis oliv reichen kann. Die Unterseite ist meist heller als die Oberseite. Der Schwanz ist rötlich-braun und in der Farbe scharf abgesetzt, worauf ebenfalls der deutsche Name „Rotschwanznatter“ sowie der englische Name „Red-tailed Green Ratsnake“ hinweisen. Die Spitzkopfnatter besitzt ein schwarzes Augenband und eine runde Pupille. Die normalerweise schwarze, wie bei allen Schlangen gegabelte, Zunge kann einen blauen Rand aufweisen.
Diese Natter hat aufgrund ihrer hauptsächlich arborealen Lebensweise starke und raue Schuppen auf ihrer Oberseite entwickelt, die beim Klettern in den Bäumen hilfreich sind. Das schwarze Muster auf diesen Schuppen ist je nach Individuum unterschiedlich ausgeprägt. Die Spitzkopfnatter hat 23–27 dorsale Schuppenreihen in der Körpermitte und 8 bis 11 Supralabialen (Scutum supralabiale), von denen gewöhnlich 2 die Augenhöhle (Orbita) berühren. Die Analschuppe (Scutum anale) ist geteilt. Im Mittel hat sie 245 (240–249) präcaudale, also vor dem Schwanz liegende Wirbel.

## Verbreitung

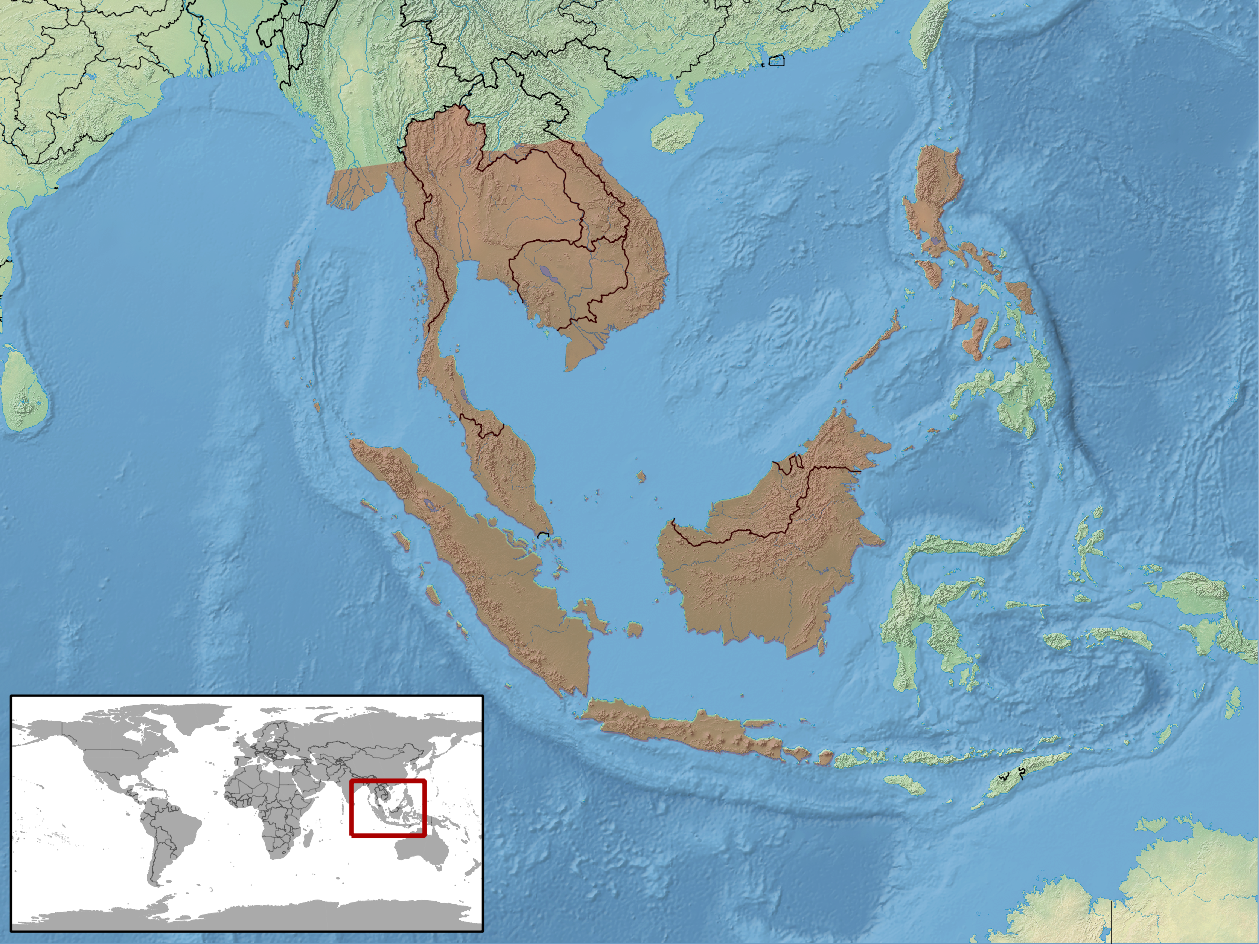
Verbreitungsgebiet nach IUCN

Die Spitzkopfnatter ist eine südostasiatische Schlangenart und ist weit verbreitet. Ihr Verbreitungsgebiet reicht von Myanmar über Indonesien bis zu den Philippinen. Ihre Typuslokalität ist Java.

## Lebensweise und Lebensraum
Die Spitzkopfnatter ist tagaktiv und lebt ausschließlich auf Bäumen im tropischen Regenwald, vor allem ist sie in der Nähe von Gewässern und Mangrovensümpfen zu finden. Die Schlange ist sehr aggressiv. Wird sie gestört, beißt sie meistens sofort zu. Bei Erregung ist der Schwanz der Spitzkopfnatter ständig in Bewegung.

### Ernährung und Fressfeinde
In der Natur ernährt sich die Spitzkopfnatter vor allem von baumbewohnenden Säugetieren und Fledermäusen. Kleine Vögel kann sie aufgrund ihrer Schnelligkeit sogar aus der Luft fangen. Die Beutetiere werden durch Umschlingen getötet. Ihre Fressfeinde sind vor allem die Spilornis. Bei Gefahr kann die Spitzkopfnatter, möglicherweise durch die große Tracheallunge, ihren Nacken aufblähen, wodurch sie größer erscheinen soll.

### Fortpflanzung
Die Angaben zum Erreichen der Geschlechtsreife dieser Tiere schwanken zwischen 2 Jahren und 4 Jahren. Die Spitzkopfnatter ist ovipar, sie legt 5–12 walzenförmige Eier im Zeitraum zwischen September und Januar. Die nach 95–125 Tagen schlüpfenden Jungtiere sind beim Zeitpunkt des Schlüpfens 45 cm lang und 20–25 g schwer. In den ersten Lebensmonaten ernähren sich die Jungschlangen von kleinen Echsen und Fröschen.

## Haltung in Terrarien

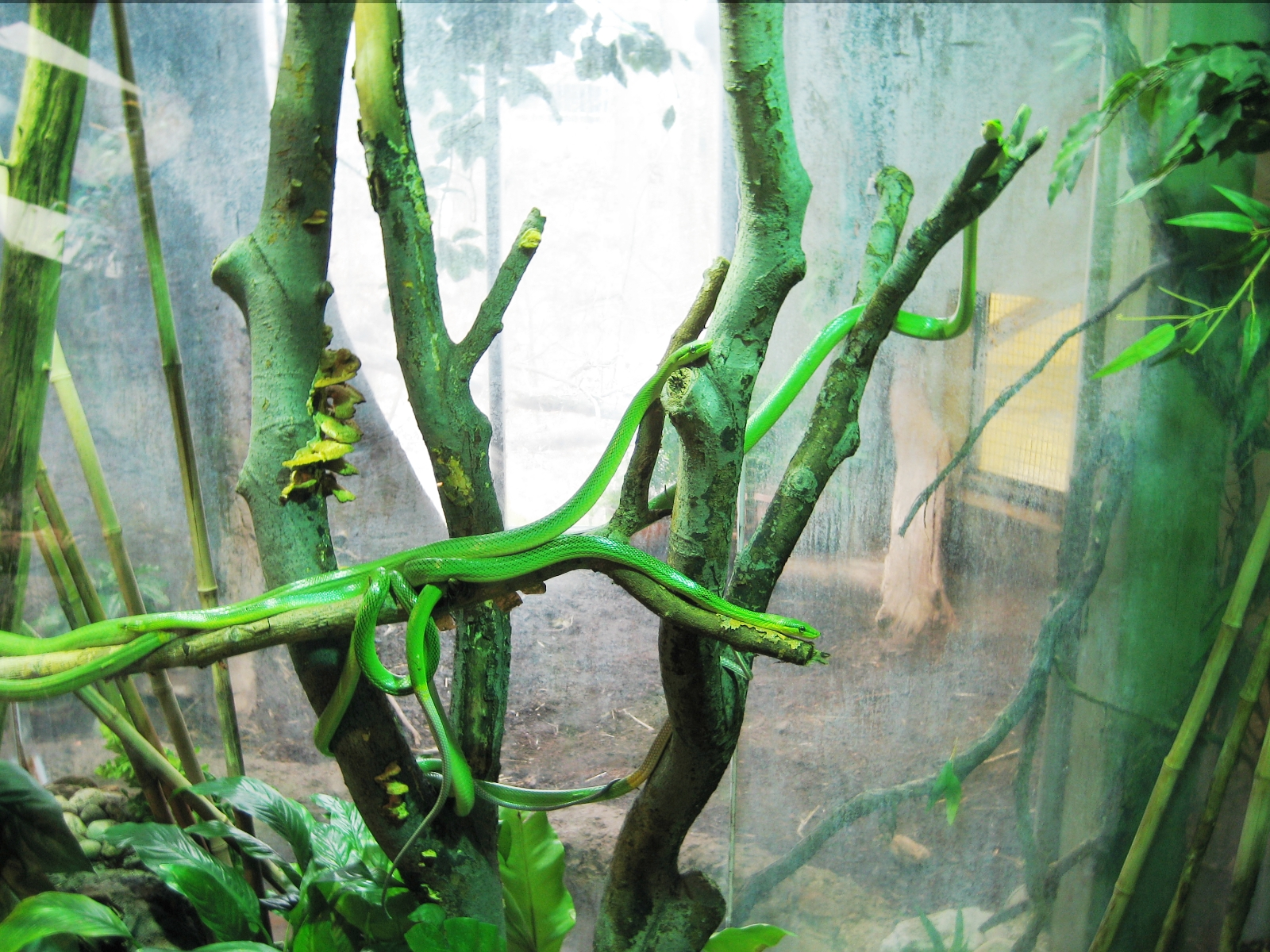
Spitzkopfnattern im Zoo von Toronto

Die Spitzkopfnatter wird des Öfteren in Terrarien gehalten. Auch in Zoos ist diese Art häufig vertreten. Diese Art der eigentlichen Nattern wird in Gefangenschaft bis zu 15 Jahre alt.
Die jungen Spitzkopfnattern fressen in Gefangenschaft junge, nackte Mäuse, während die ausgewachsenen Tiere sich vorzugsweise von adulten Mäusen, Hühnerküken und kleinen Ratten ernähren.

## Fotogalerie

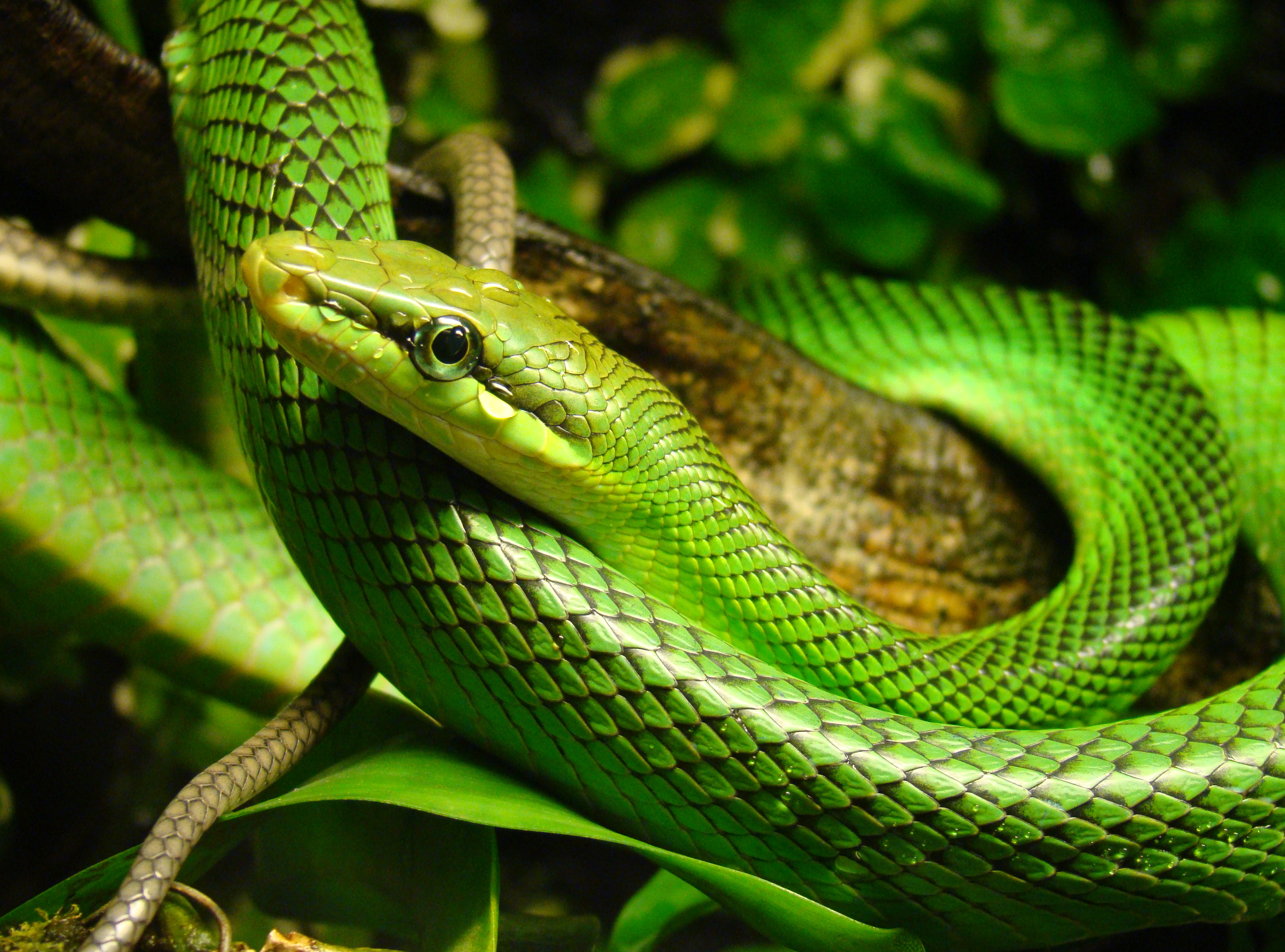
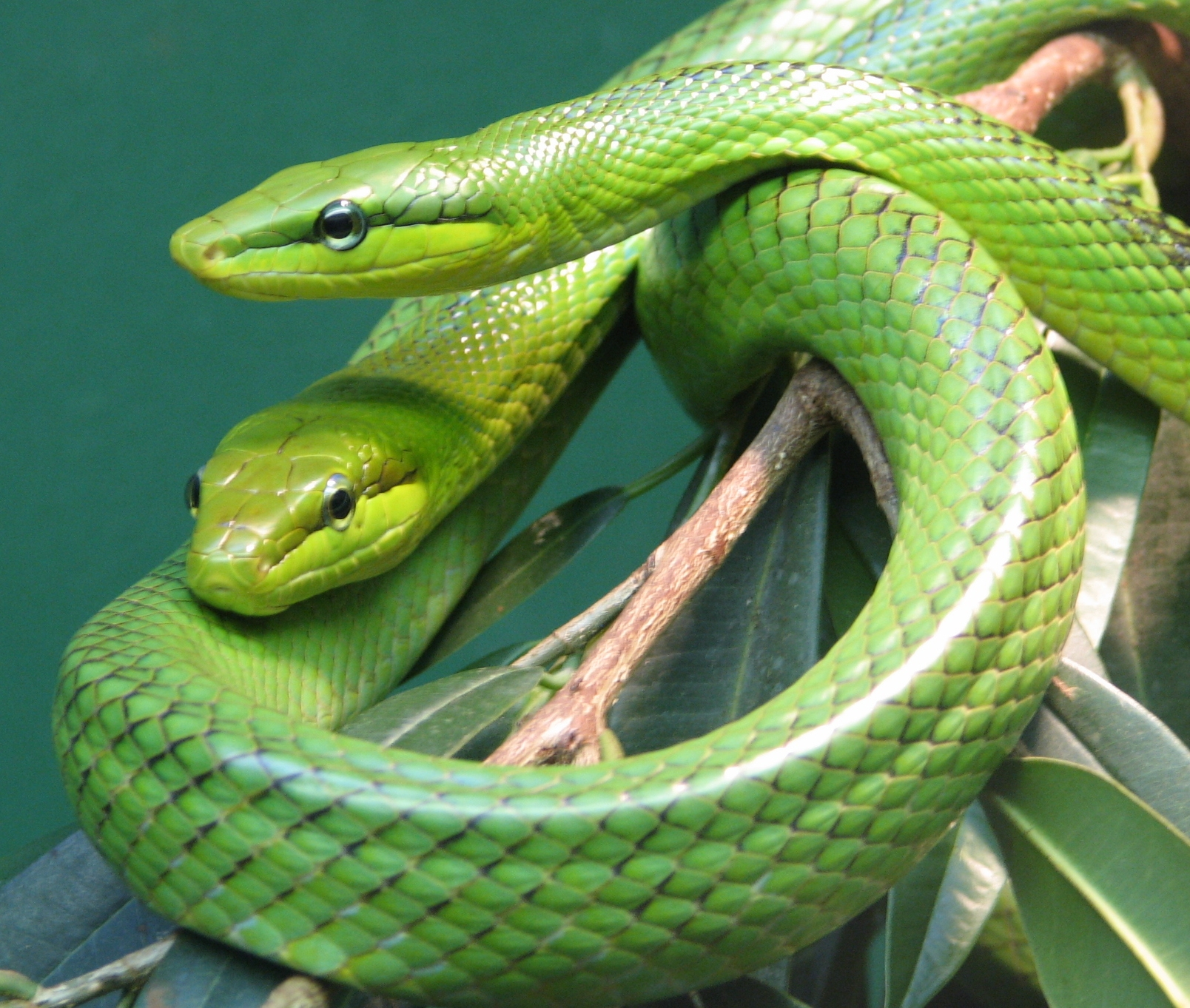
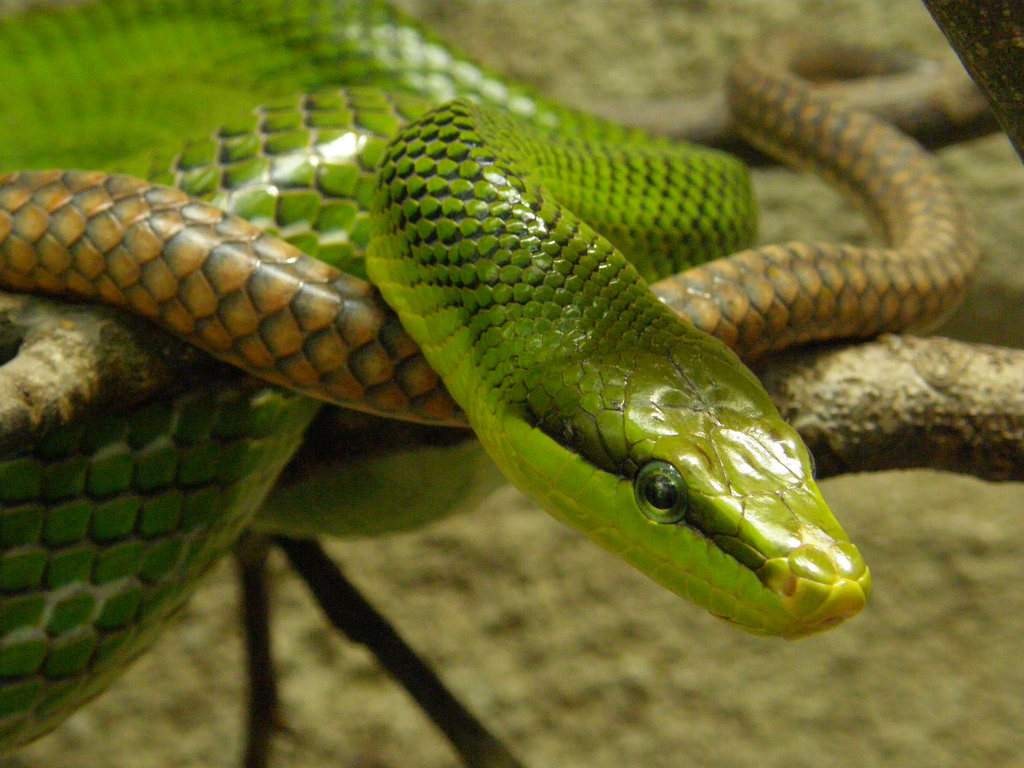
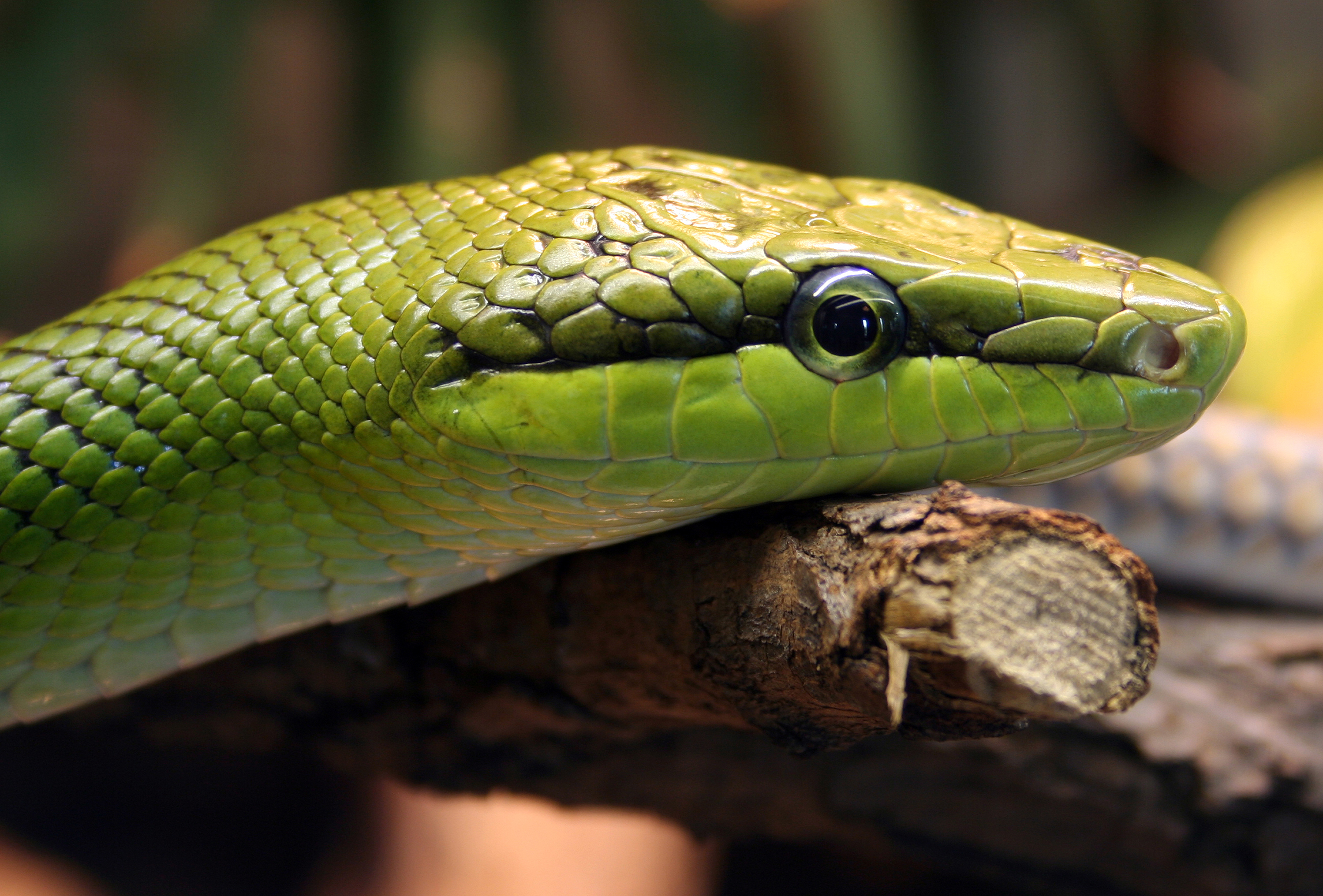